# Eduardo
Eduardo ist ein männlicher Vorname. Eduardo ist die portugiesische, spanische und eine italienische Fassung des Vornamens Eduard. In Italien ist außerdem die Form Edoardo gebräuchlich.

## Namenstag
13. Oktober

## Namensträger
- Eduardo Bedia Peláez (* 1989), spanischer Fußballspieler, siehe Edu Bedia
- Eduardo Bonomi (1948–2022), uruguayischer Politiker
- Eduardo de Carvalho (1962–2010), osttimoresischer Politiker
- Eduardo Cabanillas, argentinischer General
- Eduardo Cardozo (* 1982), paraguayischer Fußballschiedsrichterassistent
- Eduardo César Gaspar (* 1978), brasilianischer Fußballspieler, siehe Edu (Fußballspieler, 1978)
- Eduardo de la Barra (1959–2025), chilenischer Fußballspieler und -trainer
- Eduardo Expósito Jaén (* 1996), spanischer Fußballspieler, siehe Edu Expósito
- Eduardo Galeano (1940–2015), uruguayischer Journalist und Schriftsteller
- Eduardo Gory Guerrero Llanes, eigentlicher Name von Eddie Guerrero (1967–2005), US-amerikanischer Wrestler
- Eduardo Gutiérrez (Schriftsteller) (1851–1889), argentinischer Schriftsteller
- Eduardo Gutiérrez (Fußballspieler) (1925–??), bolivianischer Fußballspieler
- Eduardo Kac (* 1962), brasilianischer Künstler
- Eduardo Lagos (1929–2009), argentinischer Pianist, Komponist und Musikkritiker
- Eduardo Manchón (1930–2010), spanischer Fußballspieler
- Eduardo Augusto Marques (1867–1944), portugiesischer Soldat und Politiker
- Eduardo Medina Mora (* 1957), mexikanischer Jurist und Politiker
- Eduardo Niño (* 1967), kolumbianischer Fußballspieler
- Eduardo Noriega (* 1973), spanischer Schauspieler
- Eduardo Gonçalves de Oliveira (* 1981), brasilianischer Fußballspieler, siehe Edu (Fußballspieler, 1981)
- Eduardo Paes (* 1969), brasilianischer Politiker
- Eduardo Quintanilla (* 1948), chilenischer Fußballspieler
- Eduardo Retat (* 1948), kolumbianischer Fußballspieler und -trainer
- Eduardo Ribeiro dos Santos (* 1980), brasilianischer Fußballspieler
- Eduardo Serra (* 1943), portugiesisch-französischer Kameramann
- Eduardo Adelino da Silva (* 1979), brasilianischer Fußballspieler
- Eduardo Alves da Silva (* 1983), kroatischer Fußballspieler
- Eduardo Bonilla-Silva (* 1962), US-amerikanischer Soziologe
- Eduardo Henrique da Silva (* 1995), brasilianischer Fußballspieler
- Eduardo Pinheiro da Silva (* 1959), brasilianischer Ordensgeistlicher, Weihbischof in Campo Grande
- Eduardo dos Reis Carvalho (Eduardo; * 1982), portugiesischer Fußballspieler
- Eduardo Vargas (* 1989), chilenischer Fußballspieler

## Künstlername oder Familienname
- Eduardo (* 1986), brasilianischer Fußballspieler, siehe Carlos Eduardo Santos Oliveira
- Carlos Eduardo (Carlos Eduardo Marques; * 1987), brasilianischer Fußballspieler
- Carlos Eduardo (Fußballspieler, 1996) (Carlos Eduardo Ferreira de Souza; * 1996), brasilianischer Fußballspieler
- Carlos Eduardo (Fußballspieler, 2001) (Carlos Eduardo da Silva Rodrigues; * 2001), brasilianischer Fußballspieler
- Luiz Eduardo (Luiz Eduardo Azevedo Dantas; * 1985), bulgarisch-brasilianischer Fußballspieler
- Yannick Eduardo (* 2006), niederländisch-tschechischer Fußballspieler